# Jacques Degats
Jacques Degats   (Vendrest, 20 de febrer de 1930 - Nemours, 29 de març de 2015) fou un atleta francès, especialista en els 400 metres, que va competir durant la dècada de 1950.
El 1952 va prendre part en els Jocs Olímpics d'Estiu de Hèlsinki, on disputà dues proves del programa d'atletisme. Fou sisè en els 4x400 metres, mentre en els 400 metres quedà eliminat en sèries. Quatre anys més tard, als Jocs de Melbourne, tornà a disputar dues proves del programa d'atletisme, en què quedà eliminat en sèries.
En el seu palmarès destaca una medalla d'or en els 4x400 metres al Campionat d'Europa d'atletisme de 1954, formant equip amb Pierre Haarhoff, Jean-Paul Martin du Gard i Jean-Pierre Goudeau. També guanyà cinc medalles als Jocs del Mediterrani, dues d'or i una de plata el 1951 i dues d'or el 1955. Guanyà el campionat nacional dels 400 metres de 1951, 1954 i 1957, i millorà els rècords nacionals dels 400 i 4x400 metres.

## Millors marques
- 100 metres. 10.9" (1959)
- 200 metres. 21.8" (1955)
- 400 metres. 47.3" (1955)[1][7]